# Ćajtjagryha
Ćajtjagryha (miejsce ćajtja) – 
buddyjski obiekt sakralny 
. 
W architekturze buddyjskiej element pośredni pomiędzy świątynią wykutą w skale ćajtją a klasztorem wihara stanowiącym schronieniem dla mnichów w czasie pory deszczowej. Bywała wzbogacana o apsydę ze stupą, a od  II n.e. również o wizerunek Buddy. 
Wykuta w skale ćajtja stanowiła  część ćajtjagryhy.